# Bye Bye (canção de Mariah Carey)
"Bye Bye" é um single co-escrito pela cantora americana Mariah Carey e por Johnta Austin para o décimo-primeiro álbum de estúdio de Mariah, E=MC². Produzido por Carey e pela Stargate, foi lançada como o segundo single do álbum.

## Videoclipe
O clipe de "Bye Bye" estreou nos EUA exatamente à meia-noite do dia 5 de Maio de 2008 no canal e internet a cabo Comcast.net.

## Desempenho nas paradas
A canção consegui 547.077.000 em impressões de audiência e 86614 spins nos Estados Unidos, de acordo com o MediaBase.
No Brasil, "Bye Bye" entrou no top 10, na última semana do ano de 2008.

### Posições
| Paradas (2008)                                 | Melhor posição |
| ---------------------------------------------- | -------------- |
| Alemanha - Media Control                       | 70             |
| Austrália - ARIA                               | 53             |
| Brasil - Crowley Broadcast Analysis            | 10             |
| Canadá - Hot 100                               | 3              |
| Croácia - Rádios                               | 1              |
| Eslováquia - IFPI                              | 72             |
| Estados Unidos - Billboard Hot 100             | 19             |
| Estados Unidos - Billboard - Hot Digital Songs | 11             |
| Europa - Eurochart Hot 100 Singles             | 84             |
| Irlanda - Parada de Singles                    | 40             |
| Japão - Hot 100                                | 1              |
| Nova Zelândia - RIANZ                          | 7              |
| Portugal Top 50                                | 13             |
| Rússia - Airplay Chart                         | 6              |
| Reino Unido - UK Singles Chart                 | 30             |
| Roménia - Top 100                              | 25             |
| Taiwan (Taiwan) - Top 10                       | 1              |
| Turquia - Billboard - Top 20                   | 14             |
| Mundo - United World Chart                     | 14             |